# Mellicta subnigrescens
Mellicta subnigrescens är en fjärilsart som beskrevs av Cleu 1932. Mellicta subnigrescens ingår i släktet Mellicta och familjen praktfjärilar. Inga underarter finns listade i Catalogue of Life.